# Alagodanahalli, Channarayapatna
Alagodanahalli là một làng thuộc tehsil Channarayapatna, huyện Hassan, bang Karnataka, Ấn Độ.